# Orhangazi (Pendik)
Orhangazi est un quartier du district de Pendik de la métropole d'Istanbul.